# Cricket vid olympiska sommarspelen 1900
Vid olympiska sommarspelen 1900 avgjordes en turnering i cricket. Turneringen bestod endast av en enda match mellan ett franskt och brittiskt lag och matchen hölls mellan 19 och 20 augusti 1900 på Vélodrome de Vincennes. Antalet deltagare var tjugofyra tävlande från två länder.

## Medaljfördelning
| Medaljfördelning |                |      |        |       |        |
| Placering        | Nation         | Guld | Silver | Brons | Totalt |
| 1                | Storbritannien | 1    | 0      | 0     | 1      |
| 2                | Frankrike      | 0    | 1      | 0     | 1      |

## Medaljörer

### Herrar
| Gren    | Guld | Silver | Brons |
| Cricket | Storbritannien · Devon and Somerset Wanderers · C. B. K. Beachcroft (lagkapten) · Arthur Birkett · Alfred Bowerman · George Buckley · Francis Burchell · Frederick Christian · Harry Corner · Frederick Cuming · William Donne · Alfred Powlesland · John Symes · Montagu Toller | Frankrike · French Athletic Club Union · William Anderson · William Attrill · J. Braid · W. Browning · Robert Horne · Timothée Jordan · Arthur MacEvoy · Douglas Robinson · F. Roques · A. J. Schneidau · Henry Terry · Philip Tomalin (lagkapten) | Ingen |

## Deltagande nationer
Totalt deltog tjugofyra cricketspelare från två länder vid de olympiska spelen 1900 i Paris.
|                                        |  |  |
| - Frankrike (12) - Storbritannien (12) |  |  |